# Basilio Haggiar
Basilio Haggiar BS auch Basilios Hajjar (* 6. Januar 1839 in Gezzin, Syrien; † 1919) war ein Erzbischof der Melkitischen Griechisch-Katholischen Kirche in Syrien und im Libanon.

## Leben
Basilio Haggiar wurde am 14. Oktober 1871 zum Bischof von Bosra in Syrien ernannt. Die Bischofsweihe spendete ihm am 24. Oktober 1871 der melkitische Patriarch von Antiochia Gregor II. Jousself-Sajour; Mitkonsekrator war der Bischof von Sidon Teodosio Kujamgi.
Mit der Gründung der Erzeparchie Bosra und Hauran im Jahre 1881 wurde er als Erzbischof von Bosra und Hauran  implementiert. Im Jahr 1887 übernahm er den Erzbischofssitz von Sidon im Libanon und verstarb 1919 nach 47-jähriger Bischofszeit. Sein Nachfolger in Bosra und Hauran wurde Erzbischof Nicolas Cadi und in Sidon Atanasio Khoriaty.